# Surdulica
Surdulica (cirill betűkkel Сурдулица) városa az azonos nevű község székhelye Szerbiában, a Pcsinyai körzetben.

## Népesség
- 1948-ban 2 971 lakosa volt.
- 1953-ban 4 032 lakosa volt.
- 1961-ben 4 769 lakosa volt.
- 1971-ben 6 493 lakosa volt.
- 1981-ben 9 538 lakosa volt.
- 1991-ben 11 357 lakosa volt
- 2002-ben 10 914 lakosa volt, melyből 8 108 szerb (83,45%), 2 176 cigány (10,77%), 196 bolgár, 52 jugoszláv, 24 montenegrói, 23 macedón, 7 horvát, 5 szlovén, 4 bosnyák, 4 magyar (0,03%), 4 muzulmán, 2 orosz, 1 albán, 1 német, 1 szlovák, 1 ukrán, 93 ismeretlen, a többi egyéb nemzetiségű és a nemzeti hovatartozásról nem nyilatkozó személy.

## A községhez tartozó települések
- Alakince,
- Bacijevce,
- Belo Polje (Surdulica),
- Binovce,
- Bitvrđa,
- Božica,
- Vlasina Okruglica,
- Vlasina Rid,
- Vlasina Stojkovićeva,
- Vučadelce,
- Gornja Koznica,
- Gornje Romanovce,
- Groznatovci,
- Danjino Selo,
- Dikava,
- Donje Romanovce,
- Drajinci,
- Dugi Del,
- Dugojnica,
- Zagužanje
- Jelašnica (Surdulica),
- Kalabovce,
- Kijevac (Surdulica),
- Klisura (Surdulica),
- Kolunica,
- Kostroševci,
- Leskova Bara,
- Masurica,
- Mačkatica,
- Novo Selo (Surdulica),
- Palja,
- Rđavica,
- Stajkovce (Surdulica),
- Strezimirovci,
- Suvojnica,
- Suhi Dol,
- Topli Do (Surdulica),
- Topli Dol,
- Troskač,
- Ćurekovica (Surdulica),